# Nick Bätzner
 (août 2025).
Nick Bätzner, né le 15 mars 2000 à Ludwigsbourg, est un footballeur allemand qui évolue au poste de milieu de terrain au Wehen Wiesbaden.

## Biographie

### En club
Il joue son premier match en première division belge le 28 septembre 2020, lors d'un déplacement à Genk (score : 2-2).

#### KV Ostende
Le 16 juillet 2020, il s'engage en faveur du KV Ostende en signant un contrat de 3 ans.

### En sélection
Le 12 octobre 2021, il joue son premier match avec les espoirs allemands.

## Statistiques
| Saison                | Club                  | Championnat           | Championnat | Championnat | Coupe(s) nationale(s) | Coupe(s) nationale(s) | Supercoupe | Supercoupe | Compétition(s) continentale(s) | Compétition(s) continentale(s) | Compétition(s) continentale(s) | Total | Total |
| Saison                | Club                  | Division              | M.          | B.          | M.                    | B.                    | M.         | B.         | Comp.                          | M.                             | B.                             | M.    | B.    |
| 2020-2021             | KV Ostende            | Jupiler League        | 24          | 1           | 2                     | 1                     | -          | -          | -                              | -                              | -                              | 26    | 2     |
| 2021-2022             | KV Ostende            | Jupiler League        | 14          | 1           | 1                     | 0                     | -          | -          | -                              | -                              | -                              | 15    | 1     |
| Sous-total            | Sous-total            | Sous-total            | 38          | 2           | 3                     | 1                     | -          | -          | -                              | -                              | -                              | 41    | 3     |
| Total sur la carrière | Total sur la carrière | Total sur la carrière | 38          | 2           | 3                     | 1                     | -          | -          | -                              | -                              | -                              | 41    | 3     |